# 플루오르화 칼륨
플루오린화 칼륨(Potassium fluoride) 또는 불화 칼륨은 화학식 KF를 갖는 화합물이다. 플루오린화 수소에 이어 플로오르화 칼륨은 제조 및 화학 분야를 위한 플루오린화물 이온의 주요 원천이다.

## 준비
K2CO3 + 4HF → 2KHF2 + CO2↑ + H2O
KHF2 → KF + HF↑